# Gene Buck

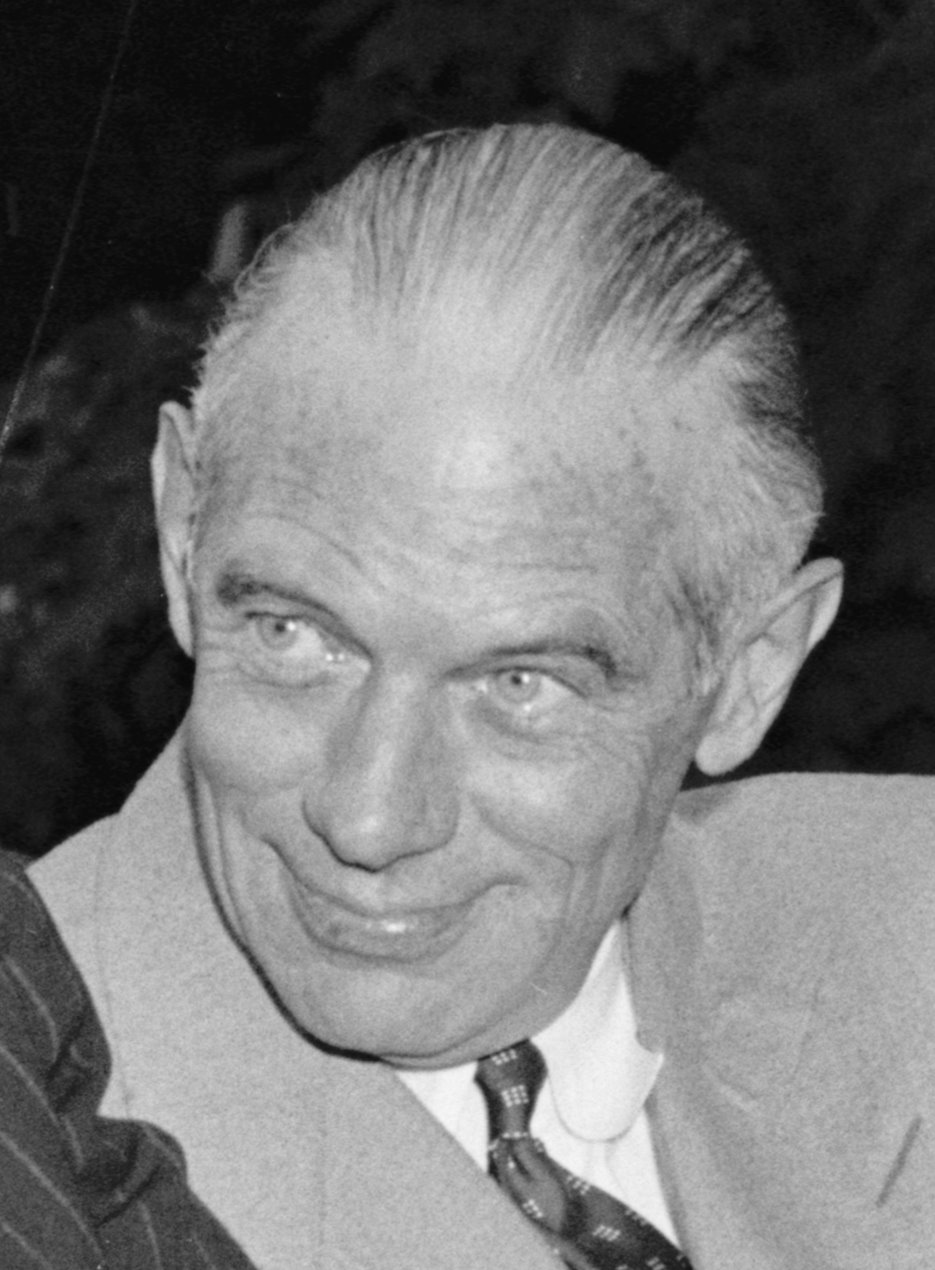
Gene Buck

Edward Eugene Buck (* 7. August 1885 in Detroit; † 25. Februar 1957 in Great Neck/New York) war ein US-amerikanischer Illustrator, Songwriter und Musikproduzent.
Buck studierte an der University of Detroit und der Detroit Art School und arbeitete dann als Illustrator für das Studio von Jerome Remick in New York. Er entwarf in dieser Zeit etwa 5000 Cover für Notenhefte, in denen er den Art-déco-Stil vorwegnahm. Seit etwa 1910 betätigte er sich auch als Songwriter, zunächst für Dave Stamper. Später schrieb er auch Texte für Rudolf Friml, Jerome Kern, Mischa Elman, Augustus Thomas, Werner Janssen, James Hanley, Ray Hubbell, Victor Herbert und Louis Hirsch. Selbst komponierte er Songs wie Daddy Has a Sweetheart and Mother Is Her Name, Hello, Frisco, Have a Heart, Hello, My Dearie, Tulip Time, Sally, Won't You Come Back?, Sweet Sixteen, Sunshine and Shadows, The Love Boat, My Rambler Rose, Neath the South Sea Moon, Lovely Little Melody, No Foolin, Florida, the Moon and You, Some Boy und Garden of My Dreams.
Von 1912 bis 1926 war er Chefautor und Assistent von Florenz Ziegfeld. Er schrieb die Drehbücher und Sketche für dreizehn Folgen der Ziegfeld Follies und zwei Ausgaben von Ziegfeld's 9 O'Clock Revue und leitete elf Folgen von Ziegfeld Midnight Frolics. Außerdem komponierte, produzierte und dirigierte er die Musicals Yours Truly und Take the Air. Von 1920 bis 1957 war er einer Direktoren, von 1924 bis 1941 Präsident der ASCAP. Hier unterstützte er junge Songwriter wie Billy Hill.